# Endurance-expeditie
De Endurance-expeditie, ook wel Imperial Trans-Antarctic Expedition (1914-1917) was de laatste grote expeditie naar Antarctica tijdens de Heroïsche Tijd van Antarcticaverkenningen. De expeditie werd geleid door Ernest Shackleton. Voor Shackleton was er, na het bereiken van de Zuidpool door Roald Amundsen, maar één uitdaging meer te bereiken op Antarctica:

Na het veroveren van de Zuidpool door Roald Amundsen, die met een marge van slechts enkele dagen, voorsprong had op de Britse expeditie onder leiding van Robert Falcon Scott, was er nog één hoofddoel te bereiken in de ontdekking van Antarctica: de oversteek van het Zuidpoolcontinent van zee tot zee.

De expeditie faalde in haar opzet. Het schip, de Endurance, kwam vast te zitten in pakijs en zonk. Met sloepen bereikte de expeditie Elephanteiland, waar ze maanden later opgepikt werden en gered konden worden. De Ross Sea Party, die de Endurance-expeditie begeleidde, geraakte aan de andere kant van het continent in de problemen. Hier verloren drie mannen het leven.

## Achtergrond

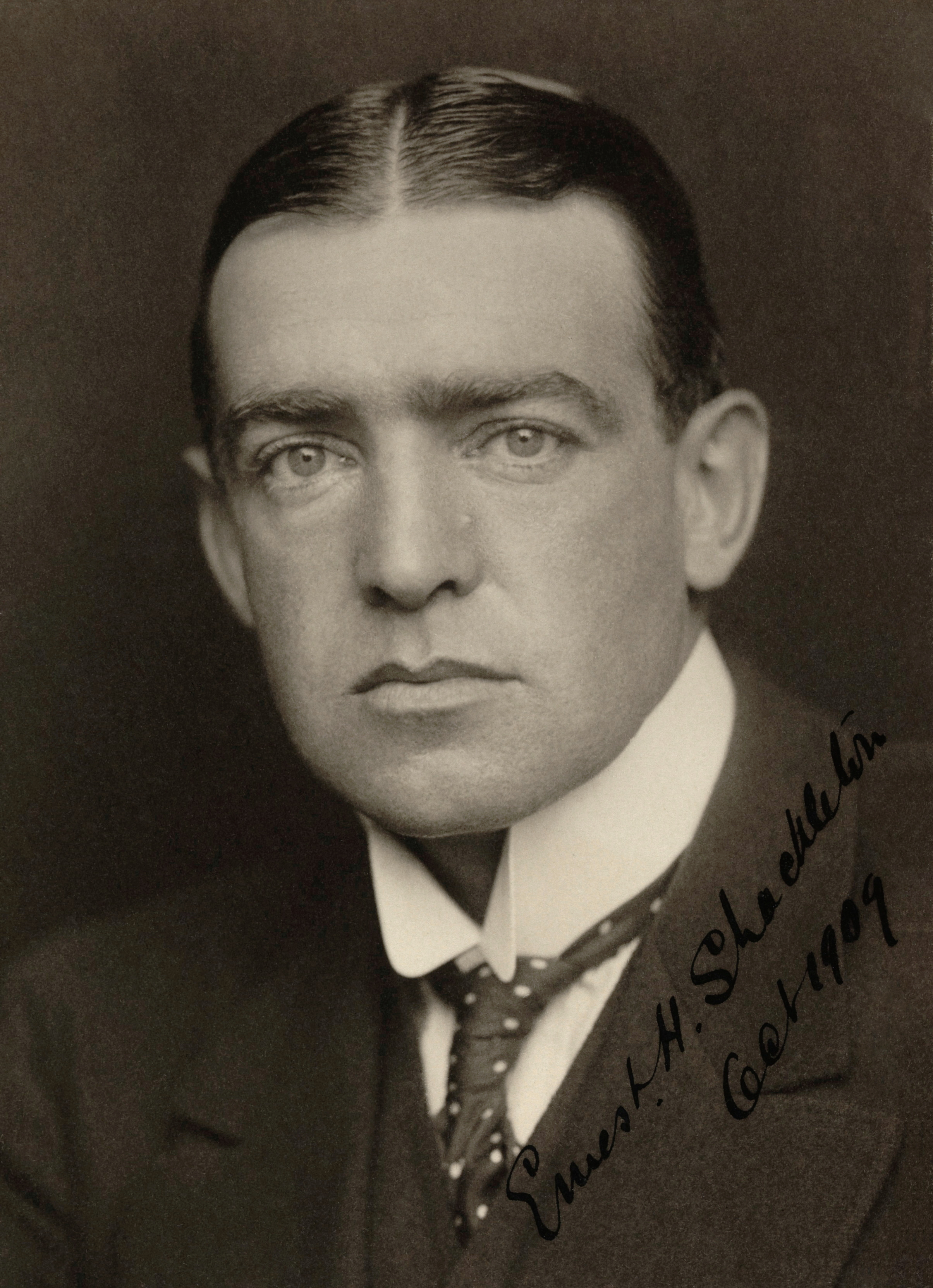
Ernest Shackleton (1907)

Shackleton was een ervaren ontdekkingsreiziger in 1914. Hij had al deelgenomen aan de Discovery-expeditie van Robert Falcon Scott tussen 1901 en 1904 en de Nimrod-expeditie tussen 1907 en 1909 waarvan hij zelf expeditieleider was.
Na zijn laatste expeditie waren er nog twee belangrijke expedities naar Antarctica gevaren. De Terra Nova-expeditie van Robert Falcon Scott en de Zuidpoolexpeditie van Roald Amundsen. Amundsen had op 14 december 1911 als eerste ooit de Zuidpool bereikt. Slechts 34 dagen later, op 17 januari 1912, bereikten Scott en zijn kompanen totaal uitgeput de Zuidpool.
Voor het Verenigd Koninkrijk was dit een teleurstelling. Shackleton en Scott hadden geprobeerd de Zuidpool te bereiken, maar werden voorafgegaan door een Noor. Shackleton wilde de Britse vlag ook neerplanten op het continent. Niet met een expeditie naar het zuiden, wel met een oversteek van het continent. In 1911 had een andere ontdekkingsreiziger deze tocht willen wagen. De Duitser Wilhelm Filchner. Hoewel hij niet in zijn opzet slaagde, deed hij toch enkele ontdekkingen zoals Vahsel Bay in de Weddellzee. Het doel van Shackleton was om te starten aan de Weddellzee, nabij de Vahsel Bay, om van daaruit de oversteek te maken naar de Rosszee.
De Schotse ontdekkingsreiziger William Speirs Bruce, die de Schotse Nationale Antarctische Expeditie leidde tussen 1902 en 1904, had in 1908 plannen om de oversteek van Antarctica te maken, maar zag daar later van af. Speirs Bruce bood hem de route aan die hij gepland had in 1908. Uiteindelijk zou Shackleton maar weinig van Bruce zijn plannen overnemen.
Voor een nieuwe expeditie moest Shackleton op zoek naar financiële steun. Shackleton had de expeditie begroot op een bedrag van 50.000 pond sterling. De Britse regering schonk hem 10.000 pond om de expeditie te financieren. Van de Royal Geographical Society ontving Shackleton 1000 pond. Andere bijdragen ontving hij onder meer van de Schotse auteur J.M. Barrie, de zakenman Dudley Docker, de adellijke Janet Stancomb-Wills en baron James Key Caird.

## Voorbereiding
Nu de financiering voor de expeditie in orde was gekomen, ging Shackleton op zoek naar een schip. Hij vond een barkentijn uit 1912. Het schip, dat in Noorwegen werd gebouwd, werd op 17 december 1912 te water gelaten als de Polaris. Het schip was 44 meter lang en 7,6 meter breed en woog 348 registerton. Het schip was oorspronkelijk gebouwd voor Adrien de Gerlache en Lars Christensen. Door financiële problemen dienden zij het schip te verkopen aan Shackleton voor 11.600 pond. Shackleton doopte de boot Endurance.
De expeditie kreeg de gelijknamige benaming. De expeditie zou bestaan uit twee aparte partijen (de Weddell Sea Party en de Ross Sea Party) en uit twee schepen: de Weddell Sea Party zou varen met de Endurance naar de Vahselbaai in de Weddellzee. Een groep van veertien personen, waaronder Shackleton, zou de oversteek van het continent maken, vergezeld van 69 sledehonden. De overige bemanning zou wetenschappelijk onderzoek moeten doen op het continent.
De Ross Sea Party zou later afvaren vanuit Australië met de SY Aurora. Hun basis zou gebouwd moeten worden op McMurdo Sound aan de Rosszee. De bedoeling van deze expeditie was om de expeditie van Shackleton te ondersteunen vanaf de Beardmoregletsjer tot aan de Rosszee. Ook zou de Ross Sea Party aan onderzoek moeten doen.
Shackleton moest ten slotte nog op zoek naar personeel. Als vice-expeditieleider koos Shackleton voor Frank Wild, die samen met hem al twee expedities had gedaan: de Discovery-expeditie (1901-1904) en de Nimrod-expeditie (1907-1909). Wild was net van Antarctica teruggekeerd na een expeditie onder leiding van Douglas Mawson (1911-1914).
Als kapitein voor de Endurance koos hij voor John King Davis. Davis was in de expeditie van Mawson kapitein van de SY Aurora, het schip dat nu de Ross Sea Party zou gebruiken. Ook was Davis er al bij tijdens de Nimrod-expeditie. Davis weigerde echter omdat hij geloofde dat de expeditie gedoemd was te mislukken. Davis zou in de Eerste Wereldoorlog dienen. Later zou hij nog eenmaal deelnemen aan een expeditie naar Antarctica onder leiding van, opnieuw, Douglas Mawson.
Frank Worsley, die ook voor de job gesolliciteerd had, werd uiteindelijk de kapitein van de Endurance. Thomas Crean, voorheen reeds gehuldigd voor zijn verdiensten tijdens de Terra Nova-expeditie, werd Second Officer op de Endurance. Als Third Officer koos Shackleton voor Alfred Cheetham. Cheetham nam voorheen al deel aan de Discovery-expeditie, Nimrod-expeditie en Terra Nova-expeditie.
Nog twee andere leden van de Nimrod-expeditie, Aeneas Mackintosh en Ernest Joyce kregen een vooraanstaande rol tijdens de expeditie. Op de expeditie waren ook onder meer twee dokters, een bioloog en een geoloog aanwezig.

## Expeditieleden

### Weddell Sea Party
| Naam                                | Nationaliteit       | Functie                                            | Opmerkingen                                                               |
| ----------------------------------- | ------------------- | -------------------------------------------------- | ------------------------------------------------------------------------- |
| Ernest Shackleton (1874-1922)       | Ierland             | Expeditieleider                                    | Was reeds deelnemer aan de Discovery-expeditie en de Nimrod-expeditie     |
| Frank Wild (1873-1939)              | Verenigd Koninkrijk | Vice-expeditieleider                               | Was reeds deelnemer aan de Discovery-expeditie en de Nimrod-expeditie     |
| Frank Worsley (1872-1943)           | Nieuw-Zeeland       | Kapitein van de Endurance                          |                                                                           |
| Frank Hurley (1885-1962)            | Australië           | Fotograaf                                          | Was reeds deelnemer aan de Australazische Antarctische expeditie          |
| Hubert Hudson (1886-1942)           | Verenigd Koninkrijk | Stuurman                                           |                                                                           |
| Lionel Greenstreet (1889-1979)      | Verenigd Koninkrijk | Eerste stuurman/First Officer                      |                                                                           |
| Thomas Crean (1877-1938)            | Ierland             | Tweede stuurman/Second Officer                     | Was reeds deelnemer aan de Discovery-expeditie en de Terra Nova-expeditie |
| Alfred Cheetham (1867-1918)         | Verenigd Koninkrijk | Derde stuurman/Third Officer                       | Was reeds deelnemer aan de Discovery-expeditie en de Nimrod-expeditie     |
| Lewis Rickinson (1883-1945)         | Verenigd Koninkrijk | Hoofdwerktuigkundige                               |                                                                           |
| Alexander Kerr (1892-1964)          | Verenigd Koninkrijk | Vice-hoofdwerktuigkundige                          |                                                                           |
| George Marston (1882-1940)          | Verenigd Koninkrijk | Illustrator                                        |                                                                           |
| James Archibald McIlroy (1879-1968) | Verenigd Koninkrijk | Scheepsarts                                        |                                                                           |
| Alexander Macklin (1889-1967)       | Verenigd Koninkrijk | Scheepsarts                                        |                                                                           |
| Robert Clark (1882-1950)            | Verenigd Koninkrijk | Bioloog                                            |                                                                           |
| Leonard Hussey (1891-1964)          | Verenigd Koninkrijk | Meteoroloog                                        |                                                                           |
| James Wordie (1889-1962)            | Verenigd Koninkrijk | Geoloog                                            |                                                                           |
| Reginald James (1891-1964)          | Verenigd Koninkrijk | Fysicus                                            |                                                                           |
| Thomas Orde-Lees (1877-1958)        | Verenigd Koninkrijk | Motorexpert en verantwoordelijke voor de voorraden |                                                                           |
| Harry McNish (1874-1930)            | Verenigd Koninkrijk | Timmerman                                          |                                                                           |
| Charles Green (1888-1974)           | Verenigd Koninkrijk | Kok                                                |                                                                           |
| William Stephenson (1889-1953)      | Verenigd Koninkrijk | Stoker                                             |                                                                           |
| Albert Ernest Holness (1892-1924)   | Verenigd Koninkrijk | Stoker                                             |                                                                           |
| John Vincent (1879-1941)            | Verenigd Koninkrijk | Matroos                                            |                                                                           |
| Timothy McCarthy (1898-1917)        | Ierland             | Matroos                                            |                                                                           |
| Walter How (1885-1972)              | Verenigd Koninkrijk | Matroos                                            |                                                                           |
| William Bakewell (1888-1969)        | Verenigde Staten    | Matroos                                            |                                                                           |
| Thomas McLeod (1873-1960)           | Verenigd Koninkrijk | Matroos                                            |                                                                           |
| Perce Blackborow (1894-1949)        | Verenigd Koninkrijk | Steward                                            |                                                                           |
| Mrs. Chippy (-1915)                 | Verenigd Koninkrijk | Mascotte                                           |                                                                           |

### Ross Sea Party
| Naam                             | Nationaliteit       | Functie                                        | Opmerkingen                                                        |
| -------------------------------- | ------------------- | ---------------------------------------------- | ------------------------------------------------------------------ |
| Aeneas Mackintosh (1879-1916)    | Verenigd Koninkrijk | Expeditieleider                                | Was reeds deelnemer aan de Nimrod-expeditie                        |
| Ernest Joyce (1879-1940)         | Verenigd Koninkrijk | Verantwoordelijk voor de sleeën en sledehonden | Was reeds deelnemer aan de Discovery-expeditie en Nimrod-expeditie |
| Ernest Wild (1879-1918)          | Verenigd Koninkrijk | Verantwoordelijk voor de voorraden aan boord   |                                                                    |
| Arnold Spencer-Smith (1883-1916) | Verenigd Koninkrijk | Fotograaf                                      |                                                                    |
| John Lachlan Cope (1893-1947)    | Verenigd Koninkrijk | Bioloog en arts                                |                                                                    |
| Alexander Stevens (1886-1965)    | Verenigd Koninkrijk | Hoofdwetenschapper                             |                                                                    |
| Richard W. Richards (1893-1985)  | Australië           | Fysicus                                        |                                                                    |
| Andrew Keith Jack (1893-1947)    | Australië           | Fysicus                                        |                                                                    |
| Irvine Gaze (1890-1978)          | Australië           | Assistent                                      |                                                                    |
| Victor Hayward (1887-1916)       | Verenigd Koninkrijk | Assistent                                      |                                                                    |

## Expeditie

### Reis door het pakijs

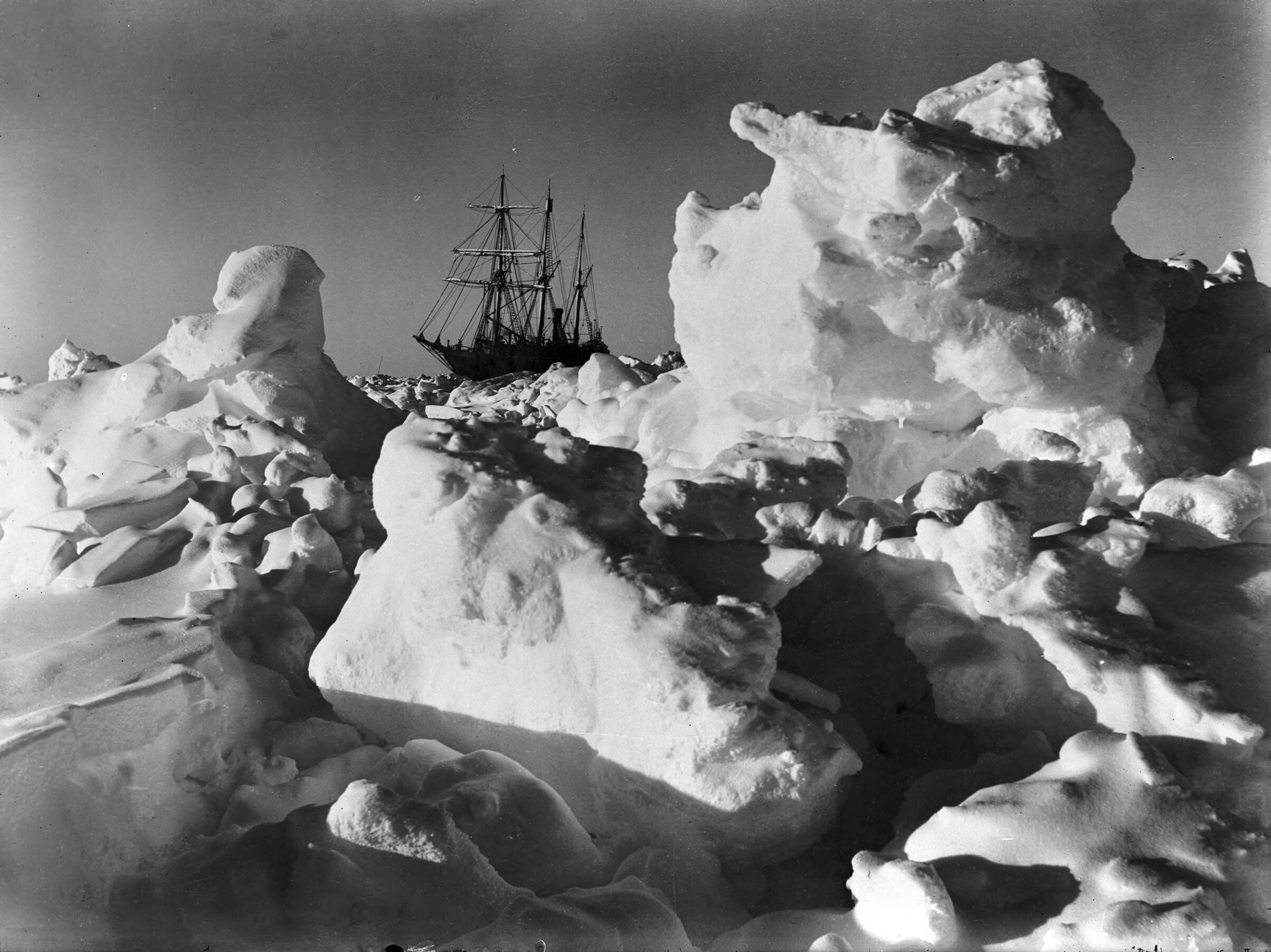
De Endurance in pakijs

De Weddell Sea Party vertrok op 1 augustus 1914 vanuit Londen. Op diezelfde dag verklaarde Duitsland de oorlog aan het Russische Keizerrijk. Shackleton stelt aan Winston Churchill, minister van Marine, voor om zijn bemanning in de oorlog te laten werken op een torpedoboot en de expeditie of te blazen, maar daar wilde Churchill niet van weten. Exact een week later vertrok het schip vanuit Plymouth. Het schip zette koers naar Buenos Aires, waar Shackleton de expeditie vergezelde. Op 26 oktober vertrok het schip vanuit Buenos Aires in de richting van Zuid-Georgia en de Zuidelijke Sandwicheilanden. Begin november kwam het schip aan in Grytviken. In deze havenplaats zou de expeditie een maand halt houden, alvorens zuidwaarts af te varen.
Reeds twee dagen later, op 7 december 1914 en op 57°26' graden zuiderbreedte voer het schip in het pakijs van Antarctica. Door het pakijs zou de tocht langer duren dan verwacht. Pas op 30 december voer het schip over de Zuidpoolcirkel. Op 10 januari 1915 werd voor het eerst land gezien. Het gebied dat voor hen lag, was Coats Land, ontdekt door William Speirs Bruce in 1904. Enkele dagen later kwamen ze in de buurt van de Luitpoldkust, genoemd naar Luitpold van Beieren door Wilhelm Filchner, die het gebied in 1912 ontdekte tijdens de Duitse Antarctische Expeditie.
Het schip kwam nu in de buurt van Vahselbaai, de baai in de Weddellzee, die diende als aanmeerplaats.

### DeEndurancegaat verloren

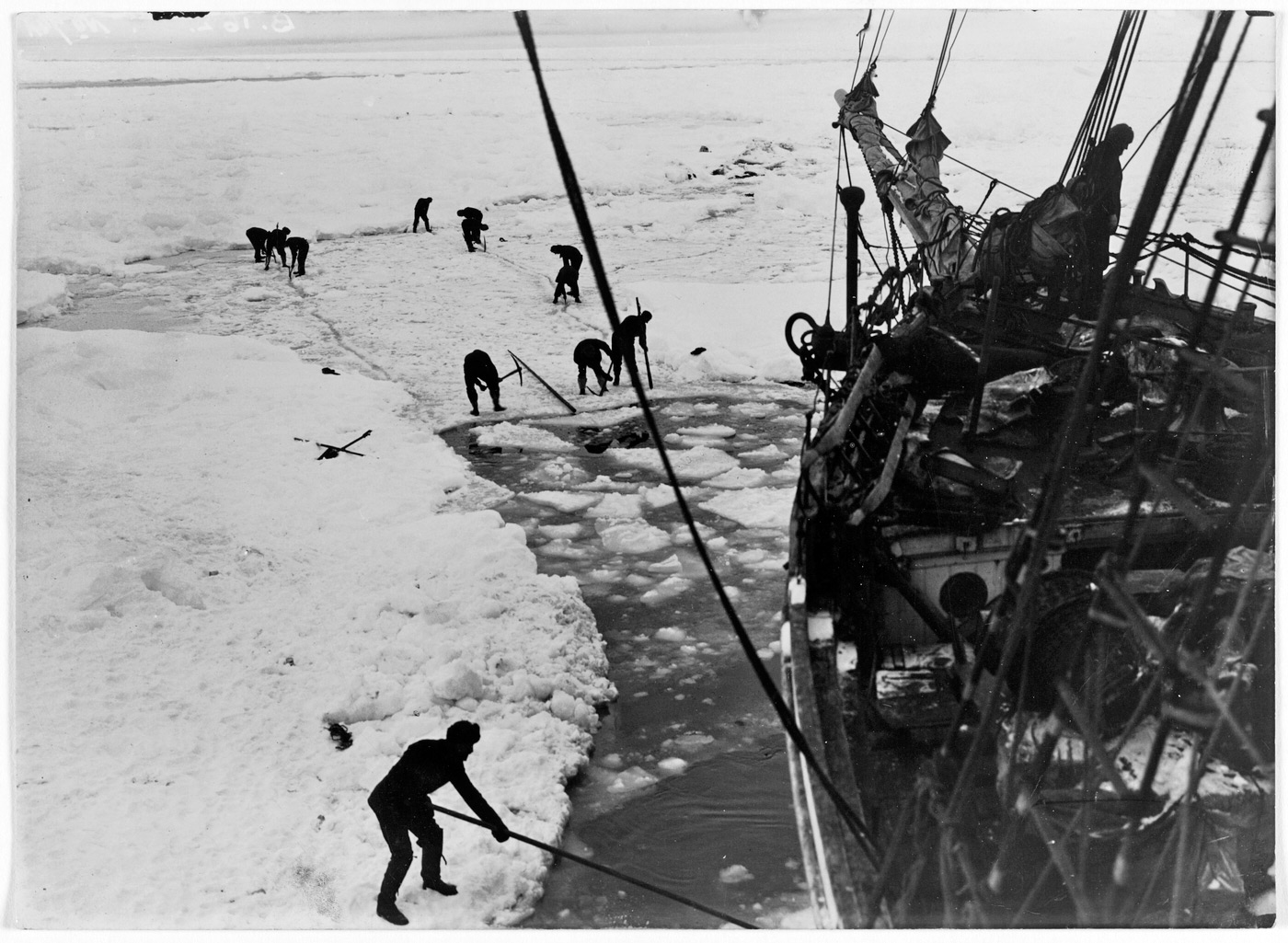
Met man en macht probeert men zich een weg te banen door het ijs.

Op 21 februari 1915 bereikt het schip zijn zuidelijkste punt op 76°58' graden zuiderbreedte. Hierna begon het schip noordwaarts af te drijven door het pakijs. Shackleton besefte dat men de winter moest doorbrengen op de plaats waar ze gestrand waren.
In de maanden februari en maart dreef het schip slechts een honderdtal kilometer af, maar met het vorderen van de tijd werd de ijskap rondom het schip dikker en sterker. Op 1 mei brak de winter aan en zou de zon vier maanden niet meer boven de horizon verschijnen. Het schip was op 75°23' zuiderbreedte. Deze locatie zouden ze vier maanden moeten aanhouden, opdat men wanneer het daglicht terugkwam, hun tocht kon verderzetten naar de Vahselbaai.
In de tussentijd onderhield de bemanning de conditie met fitnessoefeningen. Ook de honden werden voorbereid op hun opdracht als sledehond. De mannen vierden Empire Day op 24 mei en Midwinter's Day op 22 juni. Op 22 juli werden de eerste barsten in het ijs waargenomen. Het schip werd echter steeds meer samengeduwd door het pakijs, tot het op 24 oktober begon te breken en versplinteren. Shackleton gaf op 27 oktober om vijf uur in de namiddag het bevel om het schip te verlaten. Op dat moment was het schip afgedreven tot op 69°05 graden zuiderbreedte.
Gedurende de volgende weken probeerden de expeditieleden zoveel mogelijk van het schip te halen. Op 21 november zonk het schip definitief onder de zeespiegel. De meeste materialen konden gered worden, alsook de foto's die fotograaf Frank Hurley had genomen tijdens de expeditie.
De plannen voor de oversteek over Antarctica werden met het zinken van het schip definitief opgeborgen. Shackleton hoopte Paulet eiland te voet te bereiken. Volgens Shackleton was dit het dichtstbijzijnde land.

### Kamperen op het ijs

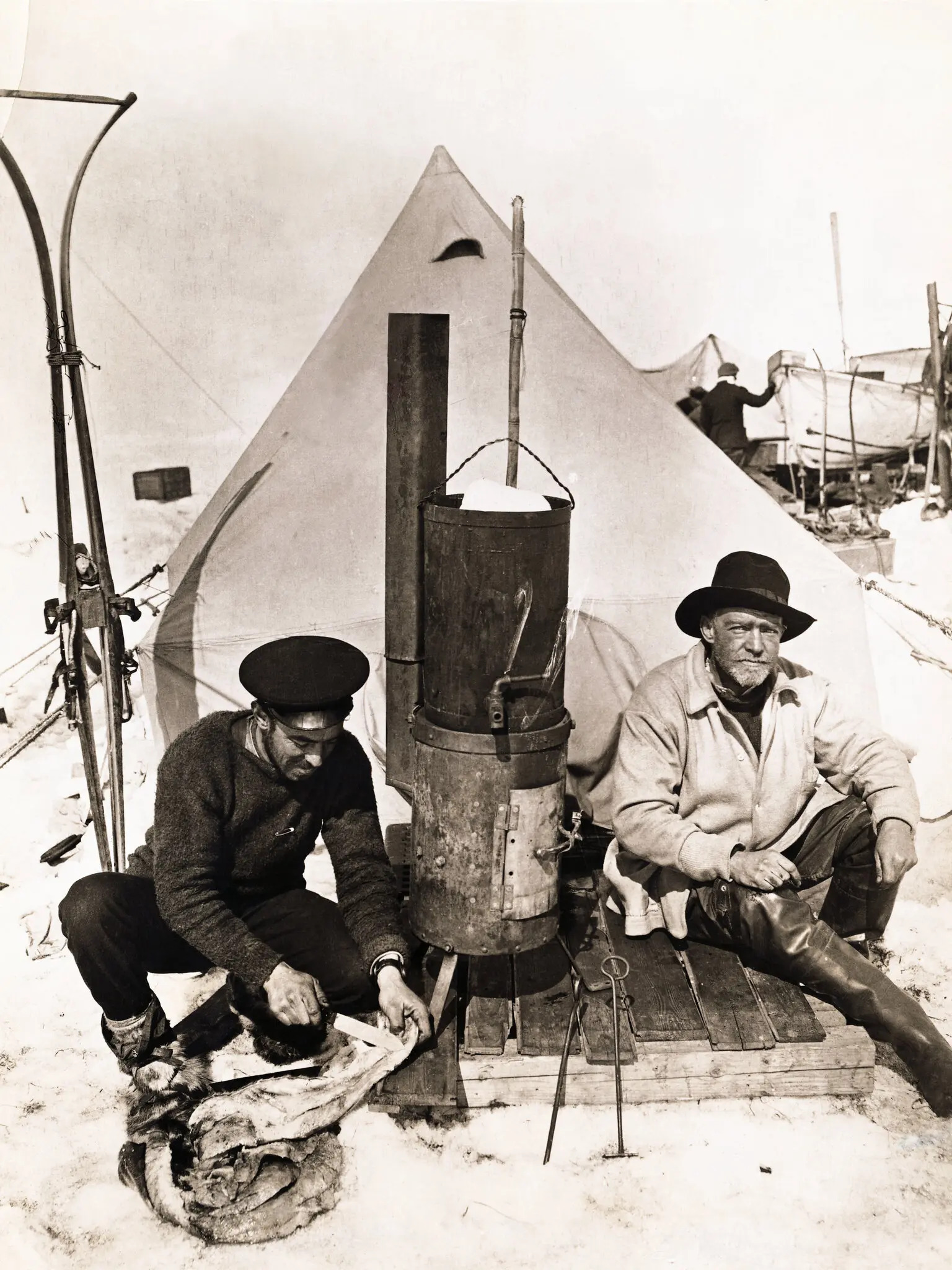
Frank Hurley en Ernest Shackleton bij Ocean Camp

Shackleton wist dat er een hut was op Paulet eiland. In deze hut was een voedseldepot gelegen. Deze hut was een overblijfsel van de Zweedse Antarctische Expeditie onder leiding van Otto Nordenskjöld. Een andere mogelijkheid was Snow Hill eiland, waar Nordenskjöld tijdens de winter van 1902 verbleef. Een derde mogelijkheid was Robertsoneiland. Vanuit deze eilanden zou hij dan proberen om Grahamland, in de buurt van de Wilhelminabaai, te bereiken.
Shackleton berekende dat Paulet eiland zich 346 kilometer van hun huidige verblijfplaats zou bevinden. Frank Worsley berekende dat Snow Hill eiland zich op ongeveer 500 kilometer bevond. Op 30 december 1915 begonnen de expeditieleden aan de tocht richting Paulet eiland. De zee was echter onrustig, waardoor de tocht moeizaam verliep. Na drie dagen had de groep slechts 3,2 kilometer afgelegd. Het plan voor de tocht naar Paulet eiland werd hierdoor afgeblazen. De groep besliste om hun basiskamp te bouwen op een vlak en groot stuk drijfijs. Het kamp werd Ocean Camp genoemd. Tot het volledige zinken van de Endurance op 21 november gingen manschappen over en weer om materialen te redden.
Het drijfijs dreef noordwaarts af met een snelheid van ruim tien kilometer per dag. Op 5 december 1915 bereikte de expeditie de 68ste breedtegraad. Shackleton probeerde om het gebruik van de reddingssloepen zo lang mogelijk uit te stellen. Maar door de noordelijke richting en de aankomende zomer ging het ijs steeds sneller smelten. Op 23 december begon de expeditie opnieuw met wandelen. Na zeven dagen was de expeditie twaalf kilometer verder beland. Opnieuw werd haltgehouden. Op deze manier zou het bijna een jaar duren voor ze land in zicht zouden krijgen.
Er werd een nieuw kamp opgezet, Patience Camp genoemd. Intussen liepen de voorraden snel terug zodat Frank Hurley en Alexander Macklin werden teruggestuurd naar Ocean Camp om de resten van de gebruikte voedselvoorraad te halen. Ondertussen overleefde de bemanning op zeehondenvlees. In januari 1916 besloot Shackleton om een deel van de honden dood te schieten, omdat zij te veel zeehondenvlees nodig hadden. Op 30 maart werden alle overige honden doodgeschoten. Op 25 maart kwam de expeditie op ongeveer 160 kilometer van de eilanden Clarence en Elephanteiland. Toch hoopte Shackleton om Deception te bereiken omdat dit eiland vaker werd bezocht door walvisvaarders. Om deze eilanden te bereiken was een reis per reddingssloep vereist.

### Met reddingssloepen naar Elephanteiland[20]
Er waren drie reddingssloepen aan boord: Dudley Docker, James Caird en Stancomb Wills. Op 9 april om één uur in de namiddag werd de Dudley Docker als eerste te water gelaten. Deze sloep voer onder de leiding van Frank Worsley. Hubert Hudson had de leiding over de Stancomb Wills en Shackleton zelf had de leiding over de James Caird.
Door de koude en het weinige voedsel voorzag Shackleton dat Elephanteiland de beste oplossing was om naartoe te varen. Op 15 april konden alle drie de sloepen voet aan grond zetten op Elephanteiland. Door de hoge golven was de plaats waar ze aangekomen waren echter geen optie om een langdurig kamp op te zetten. De volgende dag voer Frank Wild met de Stancomb Wills langs de kust van het eiland. Hij vond elf kilometer verder een betere plaats om een kamp op te zetten. Dit kamp werd Cape Wild genoemd.

### Met deJames Cairdnaar Zuid-Georgia[21]

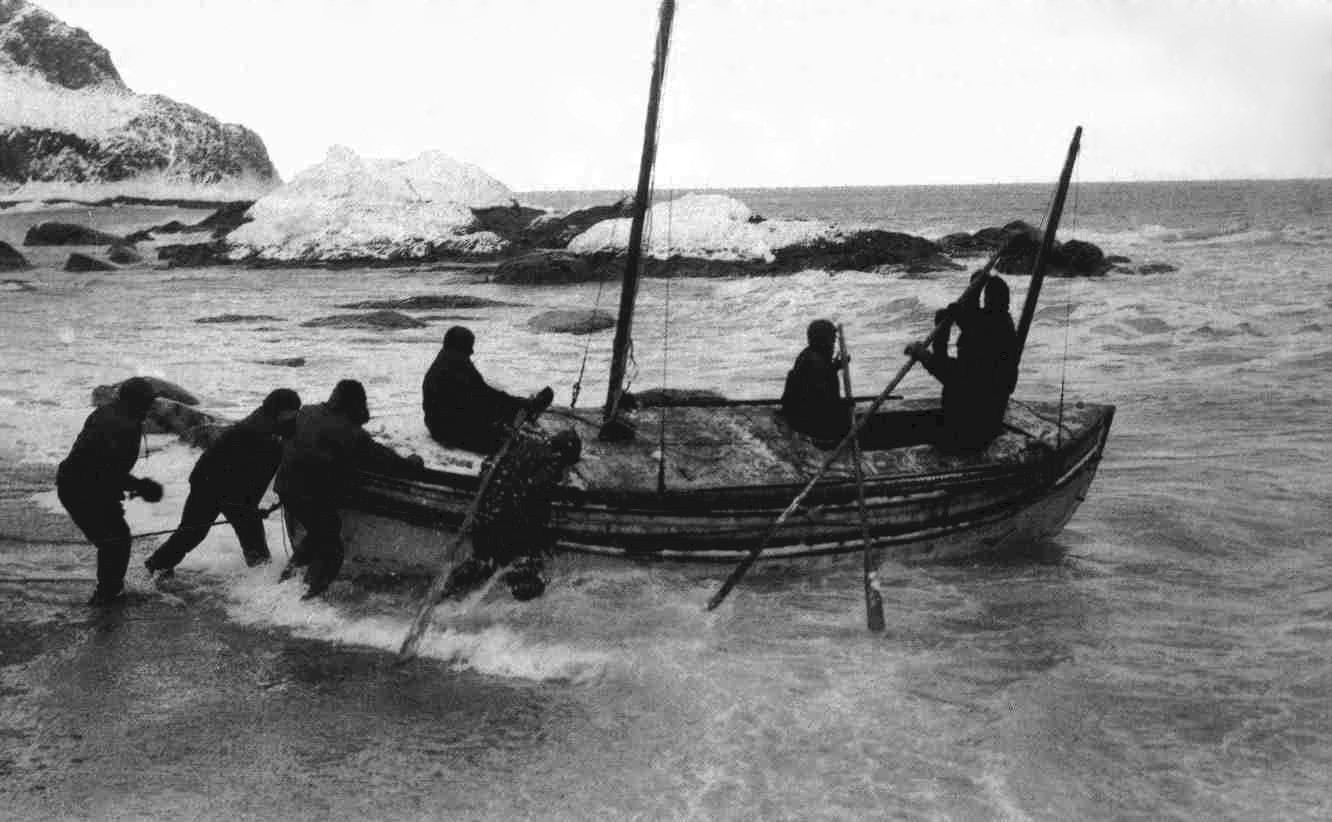
Het tewaterlaten van de James Caird op Elephanteiland

Elephanteiland was een verlaten eiland, dat zelden werd bezocht door walvisvaarders. De enige kans op redding voor de expeditieleden was een reis van 1300 kilometer naar Zuid-Georgia, waar ze op de heenweg een tijd verbleven in hoofdplaats Grytviken. Andere mogelijkheden zoals Deception en de Falklandeilanden werden afgewezen omdat de bemanning erg verzwakt was en deze expedities meer kracht zouden kosten door de wind, hoewel deze eilanden dichter bij Elephanteiland gelegen waren.
Shackleton stelde zijn bemanning samen om samen met hem naar Zuid-Georgia te varen met de James Caird: Frank Worsley, Thomas Crean, Harry McNish, John Vincent, Timothy McCarthy en hijzelf.
Shackleton gaf zichzelf vier weken de tijd om Zuid-Georgia te bereiken. Frank Wild bleef achter op Elephanteiland. Hij kreeg de opdracht van Shackleton om naar Deception te varen wanneer de lente aanbrak, mochten Shackleton en zijn kompanen niet tijdig terugkeren.

De bijna zeven meter lange James Caird was de sterkste van de drie reddingssloepen. Hij was ontworpen door de bekende scheepsconstructeur Colin Archer. Timmerman Harry McNish verbouwde de boot om hem sterker te maken voor de lange zeereis. 

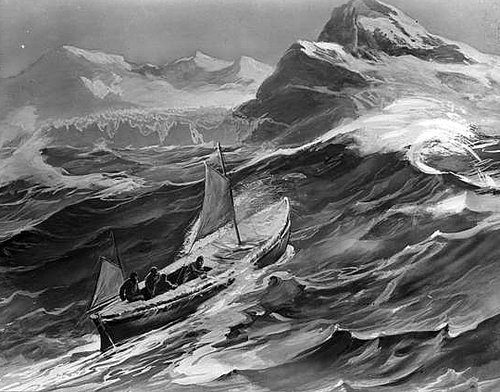
Schets van de James Caird in de buurt van Zuid-Georgia

Op 24 april 1916 vertrok de James Caird. Een dag later was het zestal reeds 83 kilometer noordwaarts weggevaren van Elephanteiland. Op dat moment was er een sterke wind van negen Beaufort aanwezig. De navigatie lag volledig in de handen van Worsley, die zich baseerde op de zon, die slechts korte tijd boven de horizon uitkwam.
Op 237 kilometer van Elephanteiland werd van richting veranderd. Nu ging het niet enkel noordwaarts, maar rechtstreeks naar Zuid-Georgia. Door de westenwinddrift in de Straat Drake was de zee erg onrustig. Toch werd het weer nog erger, zodat ze twee dagen het anker moesten uitgooien om niet te zinken. Desondanks verliep de reis voorspoedig. Op 4 mei constateerde Worsley dat ze genaderd waren tot op 460 kilometer van Zuid-Georgia.
Door het aanhoudende slechte weer kon Worsley niet op tien mijl nauwkeurig voorspellen waar ze zich bevonden. Hierop besloot Shackleton om op 7 mei van koers te veranderen zodat ze niet door de westenwinddrift langs het eiland zouden afvaren. Door deze koerswijziging zouden ze op een verlaten deel van Zuid-Georgia aankomen. Van hieruit zouden ze dan rond de kusten varen tot ze een haven van walvisvaarders bereikt hadden. Op 8 mei kwam Zuid-Georgia in zicht, maar door het slechte weer kon het zestal geen voet aan land zetten. Meer zelfs, het risico bestond dat de onbestuurbare boot tegen de hoge kliffen van de kust zou terechtkomen.
Op 10 mei was de storm minder sterk geworden. Omdat enkele leden van de bemanning erg verzwakt waren, nam Shackleton het risico om die dag aan land te gaan. In de buurt van de Koning Haakonbaai, genoemd naar Haakon VII van Noorwegen door de Noorse ontdekkingsreiziger Carl Anton Larsen, ging het zestal van boord. McNish en Vincent waren te fel verzwakt voor een tocht op Zuid-Georgia. Op de plaats waar ze aan land waren gegaan, zette Shackleton een kamp op dat hij Peggotty Camp noemde, genoemd naar het boothuis uit het boek David Copperfield van Charles Dickens.
Op 18 mei vertrokken Shackleton, Worsley en Crean voor een tocht door het onherbergzame Zuid-Georgia. Zesendertig uur later bereikte het drietal de walvishaven Stromness. Op 21 mei pikte een gemotoriseerde boot McNish, Vincent en McCarthy op aan de Koning Haakonbaai.

### Redding van de bemanning op Elephanteiland[26]

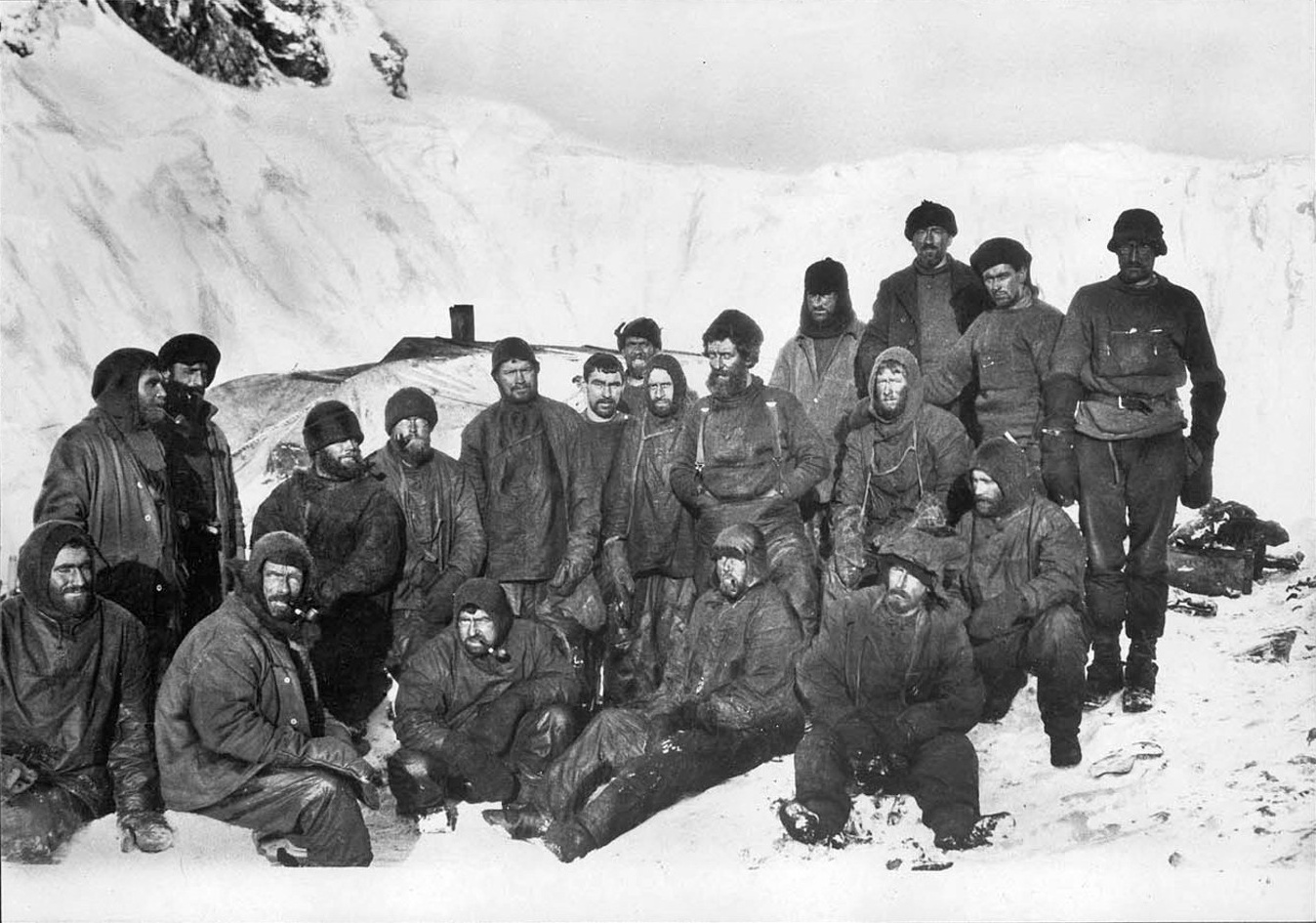
De overgebleven bemanning op Elephant Island

De eerste taak van Shackleton was nu om de bemanning op Elephanteiland te redden. Op 22 mei voer de walvisvaarder The Southern Sky in de richting van Elephanteiland. Op 110 kilometer van het eiland was er pakijs aanwezig. De walvisvaarder was niet in staat om door dit pakijs te varen, waardoor het rechtsomkeer diende te maken naar de Falklandeilanden. Terug in Port Stanley nam Shackleton contact op met Londen. Hij vroeg of een degelijk schip, dat ook door het ijs kon varen, ter beschikking kon worden gesteld.
Dankzij deze hulp kon hij in Uruguay het schip, Instituto de Pesca No. 1, bemachtigen. Dit schip vertrok op 10 juni in Montevideo. Ook dit schip kon zich geen weg banen door het pakijs. Op 12 juli 1916 werd een derde poging ondernomen vanuit Punta Arenas met de Emma. Dit schip kreeg met dezelfde problemen af te rekenen als de twee vorige schepen.
Drie maanden nadat Shackleton Elephanteiland had verlaten, kwam hij terecht bij het schip Yelcho, een Chileens schip. Dit schip werd vrijgegeven door de Chileense president Juan Luis Sanfuentes Andonaegui. Op 25 augustus vertrok het schip, onder leiding van kapitein Luis Pardo vanuit Punta Arenas. Op 27 augustus maakte het schip nog een tussenstop op Pictoneiland. Op 30 augustus kwam de Yelcho aan op Elephanteiland, waar alle 22 bemanningsleden konden gered worden.
De mannen hadden moeilijke maanden achter de rug op het eiland. Velen waren verzwakt. Tegen de koude werd een geïmproviseerde hut gebouwd met behulp van de twee reddingssloepen. Perce Blackborow verloor vijf tenen door gangreen. De tenen werden geamputeerd door arts James Archibald McIlroy, ondersteund door Alexander Macklin.

## Ross Sea Party

### Vertrek en opzetten van depots

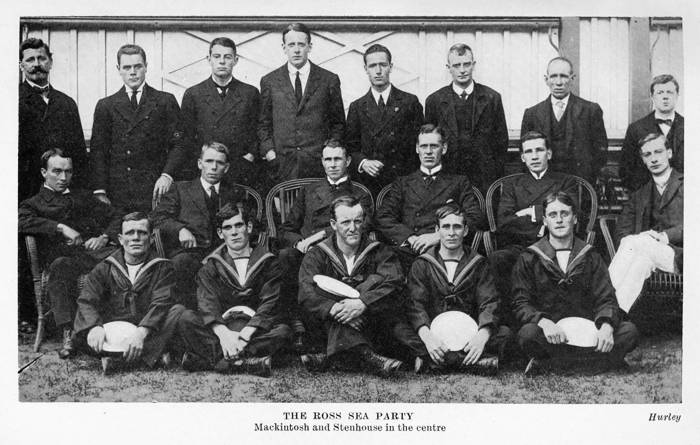
De Ross Sea Party voor het vertrek

De Ross Sea Party zou de Endurance-expeditie ondersteunen bij de oversteek. Shackleton koos als expeditieleider voor Aeneas Mackintosh, die hem ook al vergezelde tijdens de Nimrod-expeditie. Ook Ernest Joyce kende hij al van deze expeditie. Joyce was verantwoordelijk voor de sledes en de honden.
Toen de expeditie vanuit Londen in Sydney arriveerde bleek de SY Aurora niet geschikt voor een reis naar Antarctica. Er bleek ook onvoldoende geld beschikbaar. Shackleton had deze dingen geregeld, maar was niet bereikbaar omdat hij zich aan de andere kant van het continent bevond.
Ondanks deze moeilijkheden vertrok de SY Aurora op 14 december 1914 vanuit Hobart. Op 16 januari bereikte de expeditie McMurdo Sound aan de andere kant van Antarctica, waar de Endurance-expeditie zich bevond. Er werd gedacht dat Shackleton de oversteek van het continent zou maken tijdens het eerste seizoen. Er werden twee voedseldepots gebouwd. Op 79° zuiderbreedte nabij de rotspunten van Minna Bluff en op 80° zuiderbreedte.
Door de vertraging in Australië was er weinig tijd. De sledehonden waren bovendien niet getraind op arctische weersomstandigheden. Na het opzetten van de voedseldepots keerden de expeditieleden terug naar Hut Point. Tien honden overleefden de terugtocht niet. De tocht duurde van januari tot maart 1915.

### Verlies van deAurora
Mackintosh had de leiding van het schip tijdens hun tocht aan First Officer Joseph Stenhouse doorgegeven. Stenhouse moest een goede aanmeerplaats vinden voor de winter. Op 11 maart pikte Stenhouse vier expeditieleden op aan Hut Point. Een ernstige storm vernielde de SY Aurora op 7 mei. De boot werd onbestuurbaar en begon verder weg te drijven van het continent. In februari was de SY Aurora uit het pakijs geraakt. Het schip kon verder koers zetten naar Nieuw-Zeeland, dat op 2 april werd bereikt.

### Overleven op het continent en tocht noordwaarts
De bedoeling van Mackintosh was om de SY Aurora te gebruiken als hoofdkwartier van de expeditie. Zonder de SY Aurora hadden de tien mannen die nog op Antarctica zaten minder voorraden ter beschikking. Het tiental ging op zoek naar voedsel dat was achtergebleven tijdens de Discovery-expeditie en de Nimrod-expeditie. Ze overwinterden nabij Kaap Evans. Tijdens het volgende seizoen ging de expeditie weer op tocht noordwaarts. Op 1 september 1915 begon de tocht aan Kaap Evans. Probleemloos werd Hut Point bereikt. De tocht tussen Hut Point en Minna Bluff was veel zwaarder door de weersomstandigheden.
Mackintosh en Joyce waren het niet eens over de aanpak. Mackintosh wilde dat de mannen zelf de sledes vooruit trokken. Joyce, als begeleider van de honden, wilde de sledes laten trekken door de honden. De expeditie splitste zich op: Joyce ging met een zestal verder. Mackintosh behield Arnold Spencer-Smith en Ernest Wild in zijn team. Op 28 december was het depot bij Minna Bluff ook bevoorraad.
Op 1 januari 1916 zorgde een defecte primusbrander er voor dat Cope, Jack en Gaze terug moesten keren naar Kaap Evans. Alexander Stevens was als hoofdwetenschapper al die tijd alleen op Kaap Evans gebleven. De overgebleven zes expeditieleden trokken verder noordwaarts richting Beardmoregletsjer. In de buurt van de gletsjer was Spencer-Smith niet meer in staat om verder te wandelen. De anderen lieten hem achter in een tent. Op 26 januari bereikten ze Mount Hope aan de voet van de gletsjer, alwaar ze het derde voedseldepot bouwden.

### Terugkeer naar Hut Point

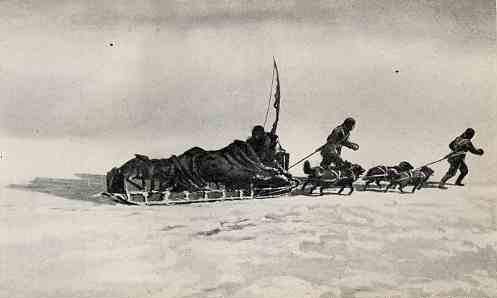
Aeneas Mackintosh en Arnold Spencer-Smith liggen op de sledes vooruit getrokken door Joyce, Richards, Wild en Hayward

Op 27 januari vertrokken de vijf expeditieleden opnieuw vanuit het depot nabij de gletsjer. Op 29 januari pikten ze Spencer-Smith op. Spencer-Smith werd op een slede gelegd. Ook Mackintosh verzwakte. Hij was niet meer in staat om de slede te trekken. Op 17 februari was het zestal genaderd tot op 16 kilometer van het depot bij Minna Bluff. Hier kwamen ze echter in een zware sneeuwstorm terecht. Doordat hun voorraden snel verminderden moesten Joyce, Richards, Wild en Hayward door de storm lopen met Mackintosh en Spencer-Smith op de sledes. Even later stortte ook Victor Hayward in.
De overgebleven drie mannen waren te verzwakt om drie personen voort te trekken met de slede. Op 8 maart werd Mackintosh achtergelaten in een tent. Het doel was om Spencer-Smith en Hayward tot aan Hut Point te brengen. Spencer-Smith stierf echter een dag later van uitputting. Op 11 maart bereikten Joyce en Wild Hut Point met Hayward op de slede.
Op 16 maart werd Mackintosh opgepikt. Sinds hun vertrek aan Kaap Evans waren ze 198 dagen onderweg geweest.
De vijf overlevenden konden op Hut Point terug krachten opdoen door het eten van zeehondenvlees. Het ijs op weg naar Kaap Evans was te dun om terug naar het startpunt te wandelen. Op 8 mei vertrokken Mackintosh en Hayward toch naar Kaap Evans. Al snel na hun vertrek kwam een sneeuwstorm op. Ondanks pogingen van de drie andere expeditieleden om hen terug te vinden, werden ze nooit meer gezien. Richards, Joyce en Wild keerden op 15 juli terug naar Kaap Evans.

### Redding op Kaap Evans
Stenhouse was op 2 april 1916 in Nieuw-Zeeland aangekomen. Zijn eerste taak bestond er in de overige expeditieleden te redden. Er was geen geld beschikbaar om de SY Aurora direct te herstellen en van Shackleton was ook niets meer vernomen. Eind mei 1916 was Shackleton in de Falklandeilanden. Hij bekommerde zich eerst om de achtergebleven expeditieleden op Elephanteiland. Pas in december 1916 kwam Shackleton aan in Nieuw-Zeeland. Onder leiding van John King Davis voer de SY Aurora naar Antarctica om de expeditieleden van de Ross Sea Party op te pikken. Op 10 januari 1917 waren de zeven overlevers van de Ross Sea Party terug aan boord van de SY Aurora.

## Thuiskomst
De aankomst van Shackleton en de andere expeditieleden in 1917 in Londen was geen groot nieuws. De Eerste Wereldoorlog woedde in volle hevigheid. De meeste bemanningsleden werden dan ook opgeroepen om mee te vechten in de oorlog. Drie expeditieleden lieten het leven in de oorlog: Alfred Cheetham, Timothy McCarthy en Ernest Wild. Shackleton was tot en met 1919 gestationeerd in Moermansk.

## Latere gebeurtenissen[36]

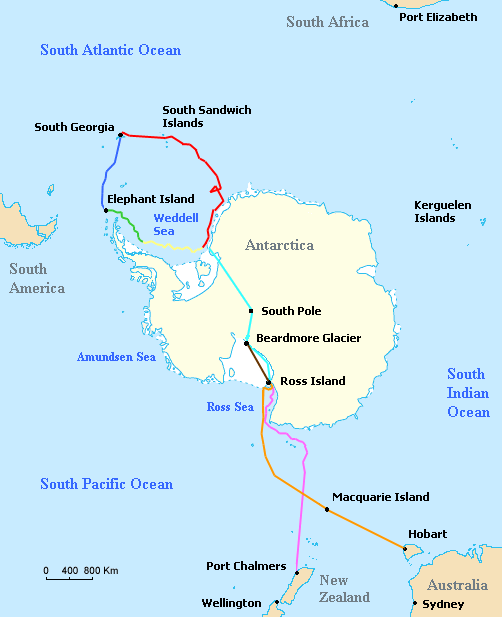
1914–1917: Deze kaart toont de reisroutes van de Endurance, Aurora en James Caird, de geplande transcontinentale oversteek, en de route van de Ross Sea Party:
Reis van de Endurance
Afdrijven van de Endurance in pakijs
Tocht naar Elephanteiland
Reis van de James Caird
Geplande transcontinentale route
Reis van de Aurora naar Antarctica
Afdrijven van de Aurora
Aanleverroute van voorraden

Pas veertig jaar later zou men voor het eerst de oversteek maken over het continent Antarctica. Het team van de Brit Vivian Fuchs en de Nieuw-Zeelander Edmund Hillary maakte de oversteek tussen 1956 en 1958.
Shackletons laatste expeditie zou de Shackleton-Rowett-expeditie worden. Met deze expeditie vertrok Shackleton in 1921 in de richting van de Beaufortzee. Verschillende leden van de Endurance-expeditie namen ook deel aan deze expeditie: Frank Wild, Frank Worsley, Alexander Macklin, James Archibald McIlroy, Alexander Kerr, Leonard Hussey, Charles Green en Thomas McLeod.
De expeditie startte in Rio de Janeiro. Hier werd Shackleton echter ziek. Dokter Alexander Macklin werd erbij geroepen, maar Shackleton weigerde een onderzoek. Een dag later, op 18 december 1921, vertrok het schip Quest. In de dagen voor Kerstmis werd het schip getroffen door zware weersomstandigheden. Op 4 januari 1922 kwam Zuid-Georgia in zicht. In Grytviken werd een tussenstop gehouden. Op 5 januari vond Macklin Shackleton in zijn cabine. Shackleton had hevige pijnen en zou diezelfde dag overlijden aan het gevolg van een coronaire trombose. Op 5 maart werd Shackleton begraven in Grytviken.
De expeditie werd niet voltooid. Het was de laatste expeditie van de Heroïsche Tijd van Antarcticaverkenningen.
Frank Wild verhuisde na de expeditie naar Zuid-Afrika, waar hij in 1939 overleed. Worsley diende in de Eerste Wereldoorlog en tijdens de Oktoberrevolutie als kapitein van verscheidene gevechtsschepen. Tijdens de Tweede Wereldoorlog was hij in dienst voor het Internationaal Comité van het Rode Kruis. Hij overleed in 1943 op 70-jarige leeftijd.
De meeste expeditieleden zouden nog dienen tijdens het einde van de Eerste Wereldoorlog. Ook ten tijde van de Tweede Wereldoorlog waren nog verschillende expeditieleden actief. Alexander Macklin bereikte de rang van kolonel na de Tweede Wereldoorlog. Ook Leonard Hussey bereikte een hoge rang in het leger en werd meermaals onderscheiden na de Tweede Wereldoorlog.
Thomas Orde-Lees en James Wordie werkten mee aan de Commonwealth Transarctische expeditie van Fuchs en Hillary, die wel slaagde waar de Endurance-expeditie niet in slaagde: de oversteek maken over Antarctica.
In 1964, vijftig jaar na het begin van de Endurance-expeditie, werd een reünie gehouden tussen de nog levende leden van de Weddell Sea Party. Drie expeditieleden waren nog in leven: Lionel Greenstreet, Charles Green en Walter How. De laatste overlevende van de Ross Sea Party overleed in 1985. Richard W. Richards werd 91 jaar oud.